# HelloFresh
HelloFresh è un'azienda internazionale che opera in kit  per la preparazione dei pasti, quotata in borsa e con sede a Berlino. È il più grande fornitore di kit per pasti negli Stati Uniti  e ha anche attività in Canada, Europa occidentale (fra cui Lussemburgo, Germania, Belgio, Francia, Italia e Paesi Bassi), Nuova Zelanda e Australia. È stata quotata alla Borsa di Francoforte dalla sua offerta pubblica iniziale nel novembre 2017.

## Storia
HelloFresh è stata fondata nel novembre 2011 a Berlino da Dominik Richter, Thomas Griesel e Jessica Nilsson. Richter e Griesel hanno confezionato personalmente i cibi e li hanno consegnati a mano ai primi 10 clienti. È stata una delle prime aziende nel settore dei kit per pasti. Inizialmente sono stati finanziati da Rocket Internet, una società tedesca di studio di startup. Hanno iniziato a fornire kit per pasti ai clienti paganti all'inizio del 2012 e lo stesso anno si sono espansi nei Paesi Bassi, nel Regno Unito, negli Stati Uniti e in Australia. Entro il 2014, la società ha affermato di fornire un milione di pasti al mese. Hanno raccolto $ 50 milioni in una richiesta di finanziamento nel 2014, dopo aver raccolto $ 10 milioni nel 2012 e $ 7 milioni nel 2013.
A marzo 2015 la società aveva 250.000 abbonati, sebbene non fosse ancora redditizia. Nel settembre dello stesso anno, è stata valutata 2,6 miliardi di euro in una richiesta di finanziamento in cui ha raccolto 75 milioni di euro. La maggioranza della società a quel tempo era ancora detenuta da Rocket Internet. Ha annullato un'IPO pianificata a novembre a causa delle preoccupazioni sul valore proposto dalla società. Ha registrato una crescita significativa durante l'anno, con 530.000 abbonati entro la fine di ottobre. Aveva 750.000 abbonati entro il luglio 2016, e 1,3 milioni entro il terzo trimestre del 2017.
Nell'ottobre 2017 la società ha annunciato un'IPO pianificata alla Borsa di Francoforte per raccogliere 350 milioni di dollari. Il 2 novembre la società ha completato l'IPO, valutandola a 1,7 miliardi di euro. Al momento della sua offerta pubblica iniziale, la società aveva una capitalizzazione di mercato di oltre il doppio di Blue Apron, il suo più grande concorrente con sede negli Stati Uniti.
Nel marzo 2018 HelloFresh ha acquisito Green Chef, un'azienda statunitense di kit per pasti biologici.
Nel mese di ottobre 2018 la filiale di Toronto di HelloFresh Canada ha acquisito Chefs Plate, una società canadese di kit per pasti.
Nel 2019 Rocket Internet ha venduto la sua quota rimanente in HelloFresh, accelerando il passaggio a investitori istituzionali internazionali. Rocket Internet deteneva il 30,6% di HelloFresh alla fine del 2018.
Dal 14 ottobre 2021 il servizio è attivo anche in Italia.

## Attività commerciale
Il modello di business di HelloFresh consiste nel preparare gli ingredienti necessari per un pasto e consegnarli ai clienti, che devono quindi cucinare il pasto utilizzando le schede delle ricette, che richiedono circa 30-40 minuti. Generalmente fornisce circa tre pasti, per due persone, a settimana per circa $ 60 o $ 70. Offre una scelta tra circa 19 ricette. Negli Stati Uniti, HelloFresh offre un servizio di abbonamento anche al vino, basato su quello del suo concorrente Blue Apron. In diversi mercati fornisce pasti "Rapid Box" che richiedono solo 20 minuti per essere preparati.
Le operazioni della società negli Stati Uniti davano il 60% dei ricavi a novembre 2017 e detenevano circa il 44% del mercato statunitense. HelloFresh è presente anche nel Regno Unito, Germania, Austria, Svizzera, Paesi Bassi, Belgio, Lussemburgo, Svezia, Francia, Australia, Nuova Zelanda, Canada, Danimarca.
HelloFresh è stata criticata per l'eccessivo imballaggio dei pasti consegnati, che porta a sprechi. L'azienda è stata anche criticata per i suoi costi di marketing costantemente elevati, che hanno impedito all'azienda di essere redditizia. Una preoccupazione correlata è il basso tasso di fidelizzazione dei clienti. Secondo un'analisi indipendente, meno del 50% dei clienti rimane abbonato dopo la prima settimana e meno del 10% dopo 6 mesi. La società contesta questi risultati.

## Logo

2011-2016
2016-2020